# Попрядухин, Роман Николаевич
Рома́н Никола́евич Попряду́хин (11 ноября 1928, с. Грозное (ныне — Аманбаево), Кара-Бууринский район, Киргизская АССР — 6 ноября 2014, Пенза, Российская Федерация) — советский архитектор, главный архитектор Пензы (1962—1985), заслуженный архитектор РСФСР (1991).

## Биография
В 1954-м окончил Среднеазиатский политехнический институт в Ташкенте.
- 1954—1959 гг. — главный архитектор Самарканда,
- 1959—1962 гг. — главный архитектор Ангарска,
- 1962—1985 гг. — главный архитектор Пензы.

В 1983 г. был избран в состав Совета главных архитекторов городов СССР.
С 1986 г. — член правления Пензенской областной общественной организации Союза архитекторов России и председатель комиссии Пензенской областной общественной организации Союза архитекторов России по приему в Союз архитекторов России.
Автор многих крупных градостроительных проектов: зданий администрации Пензы, «Пензгражданпроекта», треста «Жилстрой», проектного института «Гипромаш» и других. Выпустил книгу «Делать город не просто», посвященную 350-летию Пензы.
Похоронен на Аллее Славы Новозападного кладбища г. Пензы.

## Награды и звания
- Заслуженный архитектор РСФСР (1991).
- диплом Союза архитекторов СССР (1978).
- почётная грамота Госкомитета РСФСР по делам строительства (1978).
- медаль «Ветеран труда» (1984).
- почётная грамота губернатора Пензенской области (2008).
- Памятный знак «За заслуги в развитии города Пензы» (2009)[1].
- Почётный гражданин Пензы (2012).